# 粗毛兔
粗毛兔（學名：Caprolagus hispidus），又名阿薩姆兔，是原住於喜瑪拉雅山山腳的一種兔。牠們曾經很普遍，但因伐林、農業及人類的開發而失去棲息地，現時只限於印度的西孟加拉邦及阿薩姆邦。牠們是世界上最稀有的哺乳動物之一。